# Yves Congar
Yves-Marie-Joseph Congar (Sedan, 8 de abril de 1904 — Paris, 22 de junho de 1995) foi um teólogo dominicano e Cardeal francês. É considerado um dos maiores eclesiólogos do século XX, que abriu a eclesiologia católica ao ecumenismo.

## Juventude
Congar nasceu em Sedan, no nordeste da França, em 1904. Seu pai, Georges Congar, era gerente de banco. A cidade natal de Congar foi ocupada pelos alemães durante grande parte da Primeira Guerra Mundial, e seu pai estava entre os homens deportados pelos alemães para a Lituânia . A pedido de sua mãe, Lucie Congar nascida Desoye (chamada de "Tere" por Yves ao longo de sua vida), Congar registrou a ocupação em uma extensa série de diários ilustrados que foram publicados posteriormente. Eles fornecem uma visão histórica única da guerra do ponto de vista de uma criança.
Incentivado pelo padre local Daniel Lallement, Congar ingressou no seminário diocesano. Mudando-se para Paris em 1921, teve Jacques Maritain entre seus professores de filosofia e o teólogo dominicano Reginald Garrigou-Lagrange como mestre de retiros.

## Sacerdote e prisioneiro de guerra
Após um ano de serviço militar obrigatório (1924-1925), que Congar passou na Renânia, em 1925 ingressou na Ordem dos Pregadores em Amiens, onde tomou Marie-Joseph como seu nome religioso. Perto do final de seus estudos teológicos de 1926 a 1931 em Le Saulchoir, o teologado dominicano então localizado em Kain-la-Tombe, Bélgica, e focado na teologia histórica, Congar foi ordenado sacerdote em 25 de julho de 1930 por Luigi Maglione, núncio em Paris. Em 1931, Congar defendeu sua tese de doutorado escrita em Le Saulchoir, sobre a unidade da Igreja.
Congar foi membro do corpo docente do Le Saulchoir de 1931 a 1939, mudando-se com a instituição em 1937 de Kain-la-Tombe para Étiolles, perto de Paris. Em 1932 iniciou a carreira docente como Professor de Teologia Fundamental, ministrando um curso de eclesiologia. Congar foi influenciado pelos dominicanos Ambroise Gardeil e Marie-Dominique Chenu, pelos escritos de Johann Adam Möhler, e pelos seus contactos ecuménicos com teólogos protestantes e ortodoxos orientais. Congar concluiu que a missão da igreja foi prejudicada pelo que ele e Chenu chamaram de "teologia barroca".
Em 1937 Congar fundou a série Unam Sanctam , abordando temas históricos da eclesiologia católica . Esses livros exigiam um "retorno às fontes" para estabelecer as bases teológicas para o ecumenismo, e a série acabaria por chegar a 77 volumes. Ele escreveu para uma ampla variedade de periódicos acadêmicos e populares e publicou vários livros.
Durante a Segunda Guerra Mundial, Congar foi convocado para o exército francês como capelão com a patente de tenente. Ele foi capturado e mantido de 1940 a 1945 como Prisioneiro de guerra pelos alemães em Colditz e Oflag de Lübeck, após repetidas tentativas de fuga. Mais tarde foi feito Cavaleiro (Chevalier) da Legião de Honra Francesa, e premiado com a Croix de Guerre. Além disso, ele foi premiado com a Médaille des Évadés por suas inúmeras tentativas de fuga.

## Estudioso e ecumenista
Após a guerra, Congar continuou a lecionar em Le Saulchoir, que havia sido devolvido à França, e a escrever, tornando-se eventualmente um dos teólogos mais influentes do século XX no tema da Igreja Católica e do ecumenismo.
Congar foi um dos primeiros defensores do movimento ecumênico , incentivando a abertura às ideias provenientes da Igreja Ortodoxa Oriental e do Cristianismo Protestante. Ele promoveu o conceito de um papado "colegial" e criticou a Cúria Romana, o ultramontanismo e a pompa clerical que observou no Vaticano . Ele também promoveu o papel dos leigos na igreja. Congar trabalhou em estreita colaboração com o fundador dos Jovens Trabalhadores Cristãos, Josef-Léon Cardijn, durante décadas.
De 1947 a 1956, os escritos polêmicos de Congar foram restringidos pelo Vaticano. Um de seus livros mais importantes, True and False Reform in the Church (1950) e todas as suas traduções foram proibidas por Roma em 1952. Congar foi impedido de ensinar ou publicar depois de 1954, durante o pontificado do Papa Pio XII, após a publicação de um artigo em apoio ao movimento "padre operário" na França. Posteriormente, foi designado para cargos menores em Jerusalém, Roma, Cambridge e Estrasburgo . Eventualmente, em 1956, o Arcebispo Jean Julien Weber de Estrasburgo ajudou Congar a retornar à França.
A reputação de Congar recuperou-se em 1960, quando o Papa João XXIII o convidou para servir na comissão teológica preparatória do Concílio Vaticano II. Embora Congar tivesse pouca influência nos esquemas preparatórios, à medida que o Concílio avançava, a sua experiência foi reconhecida e alguns o considerariam como a influência mais formativa no Vaticano II. Foi membro de diversas comissões que redigiram textos conciliares, experiência que documentou detalhadamente no seu diário. A revista se estendeu de meados de 1960 a dezembro de 1965. Seguindo sua orientação, sua revista só foi lançada em 2000, e foi publicada pela primeira vez em 2002 como Mon Journal du Concile I-II, présenté et annoté par Éric Mahieu (dois volumes). Uma tradução em inglês de um volume apareceu em 2012. Congar também escreveu um diário durante seus anos de problemas com o Santo Ofício intitulado "Journal d'un théologien 1946-1956, édité et presenté par Étienne Fouilloux". Uma tradução para o inglês apareceu em 2015; há uma tradução anterior para o espanhol.
Depois do concílio, Congar disse que “apesar de muitas questões, o concílio ficou incompleto. Começou um trabalho que não está concluído, seja uma questão de colegialidade, do papel dos leigos, das missões e até do ecumenismo”. O trabalho de Congar concentrou-se cada vez mais na teologia do Espírito Santo, e sua obra de três volumes sobre o Espírito tornou-se um clássico. Ele também foi membro da Comissão Teológica Internacional de 1969 a 1985.
Congar continuou a dar palestras e a escrever, publicando trabalhos sobre temas abrangentes, incluindo Maria, a Eucaristia, o ministério leigo e o Espírito Santo, bem como seus diários. Suas obras incluem O Significado da Tradição e Depois de Novecentos Anos que aborda o Cisma Leste-Oeste.
Em 1963, Congar foi diagnosticado com uma "doença difusa do sistema nervoso" que causava fraqueza e dormência nas extremidades. Em 1985, o diagnóstico foi alterado para uma forma de esclerose que afetou cada vez mais sua mobilidade e capacidade de escrita, e dificultou sua pesquisa acadêmica. Tornou-se residente no Military Hôpital des Invalides em Paris a partir de 1986.

## Cardeal e morte
Em novembro de 1994 foi nomeado cardeal diácono pelo Papa João Paulo II, pouco antes de sua morte, em 22 de junho do ano seguinte. Seus restos mortais foram enterrados no Cemitério do Montparnasse.

## Obras publicadas

### Com tradução em português
- Os leigos na Igreja. São Paulo: Herder, 1966.
- Igreja e papado. São Paulo: Loyola, 1997.
- Creio no Espírito Santo (3 vol.). São Paulo: Paulinas, 2005-2006.
- O mistério do templo. Curitiba: Carpintaria, 2025.
- A tradição e a vida da Igreja. São Paulo: Loyola, 2025.